# Rindera oblongifolia
Rindera oblongifolia är en strävbladig växtart som beskrevs av Mikhail Grigoríevič Popov. Rindera oblongifolia ingår i släktet Rindera och familjen strävbladiga växter. Inga underarter finns listade i Catalogue of Life.